# Port lotniczy Mangaluru
Port lotniczy Mangaluru (IATA: IXE, ICAO: VOML) – międzynarodowy port lotniczy położony 20 km na północny wschód od centrum Mangaluru, w Bajpe, w stanie Karnataka, w Indiach.

## Linie lotnicze i połączenia

### Krajowe
- Air Deccan (Bangalore, Koczin, Bombaj)
- Indian Airlines (Bombaj)
- Jet Airways (Bangalore, Bombaj)
- Kingfisher Airlines (Bangalore, Bombaj, Goa, Koczin, Kozhikode)
- Air India Express (Koczin, Kozhikode)

### Międzynarodowe
- Air India Express (Abu Zabi, Bahrajn, Ad-Dauha, Dubaj, Maskat)
- Jet Airways (Kuwejt, Dammam [od listopada 2008])